# Rattus korinchi
Rattus korinchi är en däggdjursart som först beskrevs av Robinson och Cecil Boden Kloss 1916.  Rattus korinchi ingår i släktet råttor, och familjen råttdjur. IUCN kategoriserar arten globalt som otillräckligt studerad. Inga underarter finns listade i Catalogue of Life.
Denna råtta förekommer i bergstrakter på västra Sumatra. Den hittades vid 2200 meter över havet i bergsskogar. Några skogar hade mossa som undervegetation.